# Description archivistique
La description archivistique est l'action archivistique de représenter de façon synthétique une unité d'archives et son contexte : en l'identifiant, le gérant, le localisant et l'expliquant. Le résultat est généralement un instrument de recherche et son acteur un archiviste.

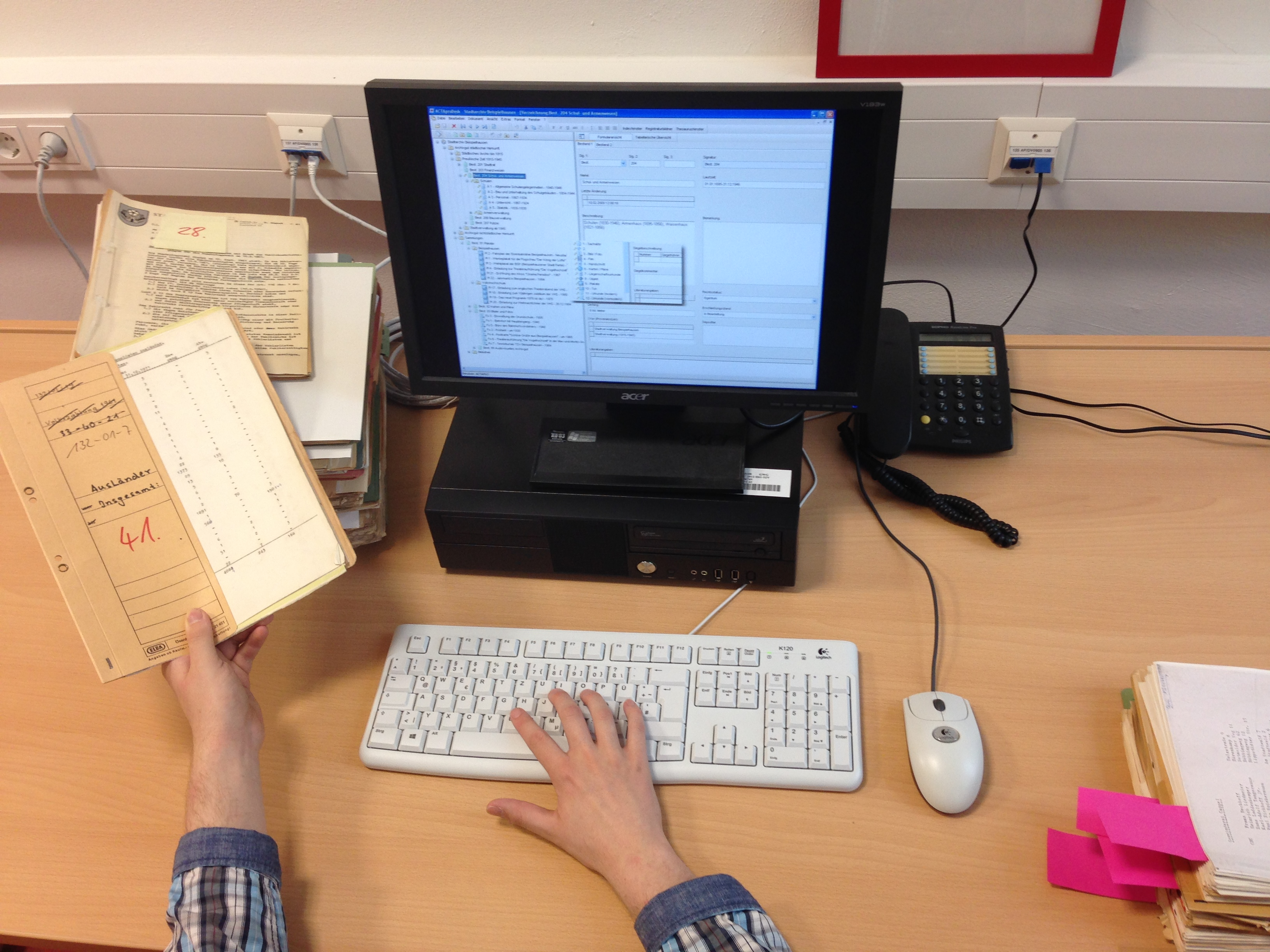
Description archivistique selon le Bär’sches Prinzip en Allemagne (méthode développée par le directeur des Archives de Dantzig Max Bär).

En bibliothéconomie ou pour l'audiovisuel, on parle couramment de catalogage pour l'action de description et de catalogue pour qualifier l'instrument de recherche qui en résulte.

## Objectifs
Le but de la description archivistique est de permettre le repérage de l'information et favoriser l'accès aux ressources documentaires, en préservant la compréhension du contexte de production de l'information.
La description peut aussi servir au pilotage du cycle de vie de l'information (gestion des accès, délais de conservation, sorts finaux, etc.), notamment dans la pratique de la gestion documentaire.
La description archivistique peut porter sur plusieurs types de ressources :
- Des unités documentaires (articles dans le jargon archivistique) tels que les fonds d'archives, les dossiers, les documents, voire les données elles-mêmes ;
- Des organismes ou autorités (collectivité, personne, famille, service d'archives) ;
- Des fonctions ou activités d'un organisme (fonctionnement du producteur d'information).

## Principes
La description est le résultat d'une action d'analyse (humaine) ou d'extraction automatique de données introduites manuellement ou automatiquement.
La description se fait généralement à postériori sur des archives existantes,, mais peut aussi se préparer en amont de la production documentaire, en particulier pour les documents numériques (applications métier, systèmes de gestion électronique des documents). Dans ce cas, la pratique de la gestion documentaire doit s'assurer que les informations sont correctement identifiées et contextualisées dès leur production (voir les recommandations et exigences des normes comme ISO 15489 ou MoReq).

### Processus de description

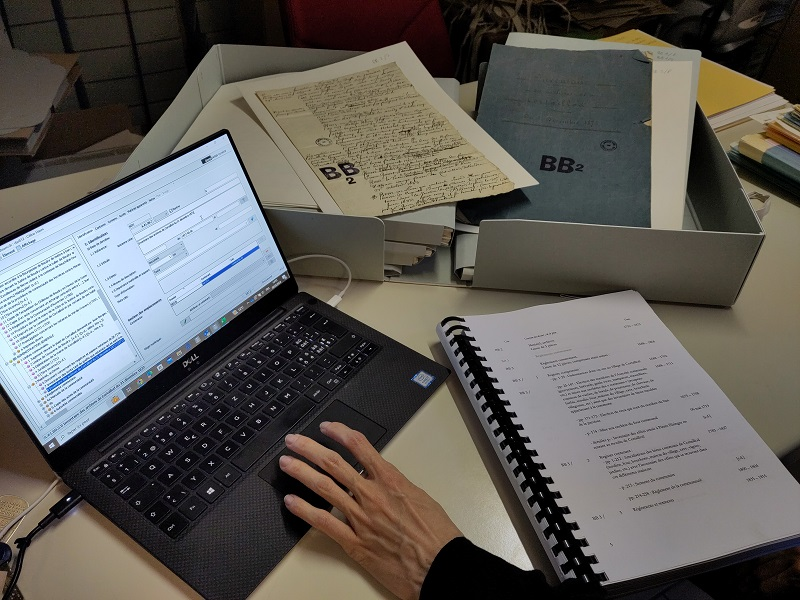
Un ou une archiviste décrit d'anciens inventaires d'archives manuscrits et tapuscrits dans un système d'information archivistique.

Ce processus analytique consiste à condenser l'information contenue dans des ressources dans un langage documentaire, par exemple sous forme de classification ou d'indexation (plus ou moins contrôlée).
Pour cela, il faut dans un premier temps prendre connaissance de l'objet à décrire, ensuite identifier, évaluer et sélectionner les concepts à retenir, puis les traduire dans un langage documentaire.
Le résultat est une représentation abrégée de la ressource ou d'un ensemble de ressources documentaires (résumé ou instrument de recherche),.
Il est recommandé, voire obligatoire dans certains pays, de procéder régulièrement à la vérification des données des instruments de recherche. Pour cette opération, on parle de récolement des inventaires.

### Éléments constitutifs de la description
La description d'une unité documentaire va généralement porter sur les aspects suivants, :
- l'identification de l'objet analysé,
- la présentation des caractéristiques physiques (données objectives : taille, support, format, ...),
- l'analyse du contenu (données subjectives),
- la présentation du contexte de production et d'utilisation (date, auteur),
- les contraintes liées à la préservation et à la communication de l'objet (garantie de l'authenticité et de l'intégrité, gestion du cycle de vie, gestion des accès, ...).

### Description à niveaux
Vu la masse d'information produite en expansion constante, la spécificité de la description archivistique est une description hiérarchique à plusieurs niveaux (au contraire de la description bibliographique), du général au particulier, en respectant le principe du respect des fonds.
Cette pratique a été encouragée avec l'utilisation des normes de description.

## Normalisation
Afin de permettre l'échange et le partage des descriptions archivistiques au sein de réseaux (notamment à travers l'internet), les archivistes ont commencé à normaliser leurs pratiques descriptives dans les années 1980 en se basant sur les pratiques de la bibliothéconomie. Le but était de favoriser les recherches en ligne en systématisant l'organisation de la description,.

### Normes nationales
Les premiers efforts de normalisation de la description archivistique datent des années 1980 dans les pays anglo-saxons,.
À côté du Manual of Archival Description de la Grande-Bretagne et de la norme de contenu américaine « Archives, papiers personnels, manuscrits » ou norme APPM, des archivistes du Canada publient en 1990 les Règles pour la description des documents d’archives (RDDA) d'après les Règles de catalogage anglo-américaines (RCAA) et la Description bibliographique internationale normalisée (ISBD).

### Normes générales du Conseil international des archives
Dans les années 1990, le Conseil international des archives reprend les travaux canadiens pour la description des unités documentaires et publie la Norme générale et internationale de description archivistique, ou norme ISAD(G). Cette norme internationale est générale, car moins spécifique que les normes nationales existantes pour la description des particularités.

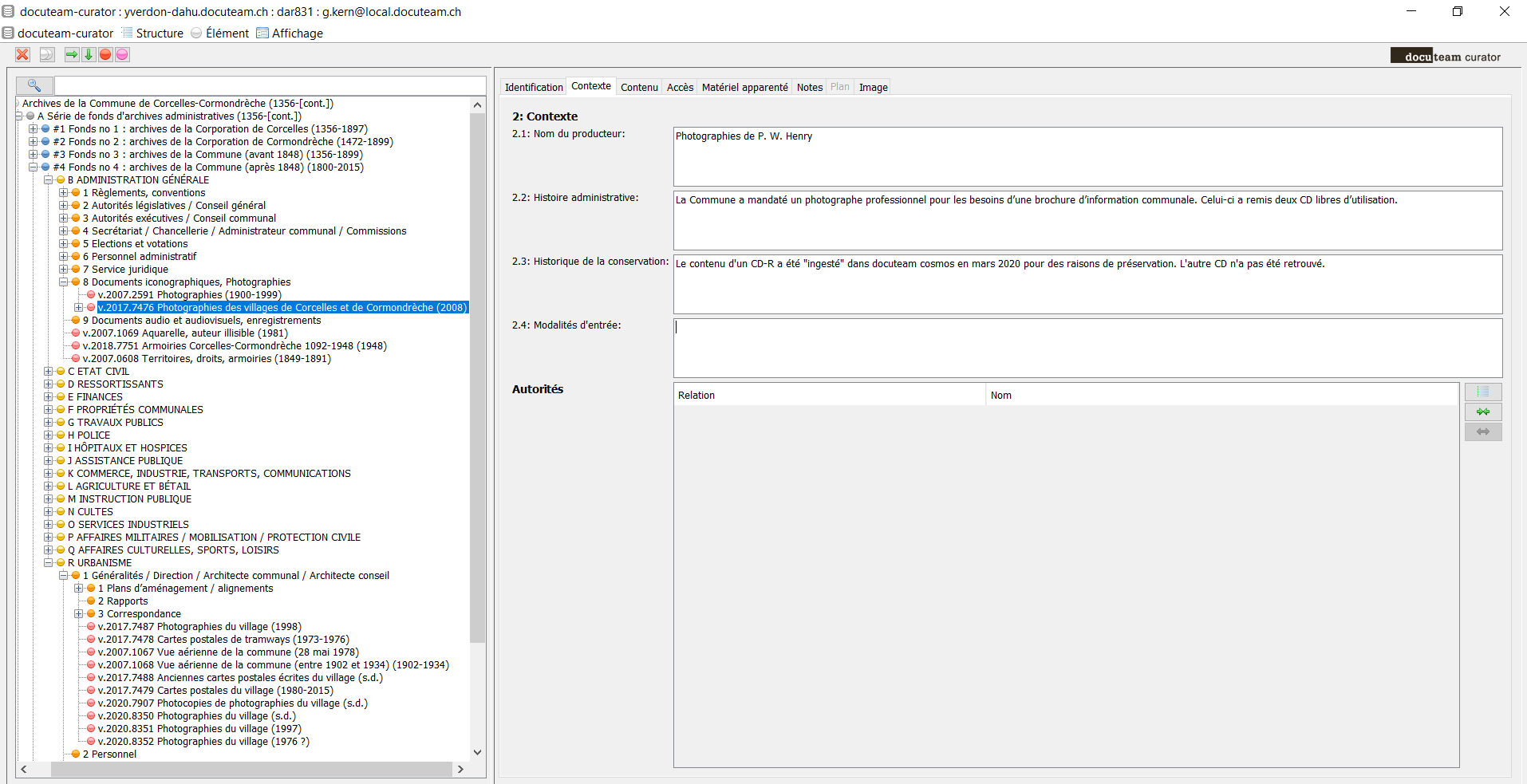
Description à niveaux (du service d'archives au dossier) selon la norme ISAD(G).

Selon ces normes, l'unité de base de la description archivistique est le fonds d'archives. La description procède du général au particulier ; sa gestion et sa représentation suivent la même logique. Dans cette description hiérarchique à plusieurs niveaux, les informations descriptives sont ainsi reliées à leur contexte de production.
En 1996, le Conseil international des archives complète ISAD(G) par une Norme internationale sur les notices d’autorité archivistiques relatives aux collectivités, aux personnes ou aux familles, ou norme ISAAR(CPF), afin de documenter le contexte de production et les relations entre les unités documentaires décrites et les informations sur les producteurs d’archives (ou autorités).
Deux normes achèvent ce corpus des normes du Conseil international des archives : la Norme internationale pour la description des institutions de conservation des archives, ou norme ISDIAH, inspirée du portail espagnol Censo Guia, et la Norme internationale pour la description des fonctions, ou norme ISDF.
Comme ces normes de description sont très générales, les différentes communautés d'archivistes sont libres de les adapter à leurs pratiques. À titre d'exemples, les archivistes de Catalogne ont développé entre 2001 et 2006 la Norma de Descripció Arxivística de Catalunya (NODAC) et l'Association des archivistes suisses a publié en 2009 des «Directives suisses pour l'application de la norme générale et internationale de description archivistique ISAD(G)», qui, elles-mêmes, sont ensuite adaptées dans les différents services d'archives.

### Normes d'encodage et de communication (XML)

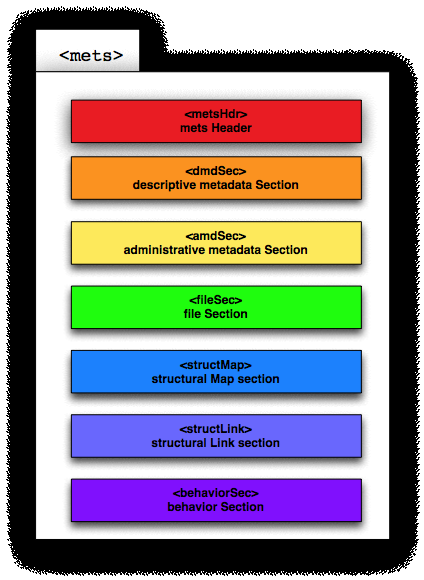
Sections de description dans un fichier METS : en-tête, métadonnées descriptives, métadonnées administratives, section des fichiers, carte(s) de structure, liens structurels et comportements

En parallèle du travail de normalisation du Conseil international des archives, des normes de communication en XML ont été développées par des institutions tierces :
- EAD (Description archivistique encodée) est maintenue par la Société des archivistes américains en partenariat avec la Bibliothèque du Congrès.
- EAC-CPF (Contexte archivistique encodé – Collectivités, personnes, familles) appartient à la Société des archivistes américains et à la Staatsbibliothek de Berlin.
- EAG (Guide archivistique encodé) relève du ministère de la Culture espagnol.

Comme l'ISAD(G), l’EAD combine les composantes de la description archivistique à plusieurs niveaux avec leur contexte de production. Son objectif principal est l’encodage des instruments de recherche.
Les normes de l’ICA et les formats de communication apparentés sont des outils pour permettre la mise à disposition de descriptions archivistiques normalisées sur le web. Toutefois, vu qu'ils n'ont pas été élaborés de façon simultanées, ils comprennent de nombreuses redondances et incohérences. 
Parmi les autres standards de métadonnées en XML permettant de décrire des caractéristiques archivistiques, il faut encore mentionner : 
- d'une part le standard de facto PREMIS (PREservation Metadata Implementation Strategies) développé par l'OCLC, qui définit les informations nécessaires pour garantir la conservation des données numériques,
- d'autre part METS (Metadata Encoding and Transmission Standard ou norme d'encodage et de transmission des métadonnées) créé en 2001 à l'initiative de la Digital Library Federation, qui vise à réunir dans un même fichier XML toutes les métadonnées nécessaires à la description d'un document numérique, textuel ou graphique.

### Norme internationale avec données liées (RDF)
Pour améliorer l'articulation entre ses quatre normes générales et s'appuyer sur les principes du web des données, le Conseil international des archives met en œuvre une nouvelle norme de description avec Records in Contexts (RiC),.

### Normes pour documents spécifiques
Des règles de description spécifiques existent pour la description de certains types de documents, en particulier pour les documents audiovisuels :
- règles de catalogage de l'Association Internationale des Archives Sonores et Audiovisuelles (IASA) pour les enregistrements sonores (IASA Cataloguing Rules, 1999[12]),
- règles de catalogage de la Fédération Internationale des Archives du Film (FIAF) pour les images en mouvement (FIAF Cataloguing Rules, 1991),
- recommandations pour le catalogage des collections photographiques de la Commission européenne de préservation et accès (SEPIADES, 2003[13]).

## Produits de la description

### Métadonnées
La description archivistique produit en premier lieu des métadonnées, c'est-à-dire toutes les informations disponibles et nécessaires pour gérer les données (documents, dossiers, etc.) et qui permettent de décrire le contexte, le contenu et la structure des données (documents, dossiers, fonds d'archives, etc.).
Les métadonnées ont pris de l'importance avec le numérique, car ce sont souvent des informations structurées qui sont interprétables par des machines.
Ces informations peuvent être associées directement à l'unité documentaire qu'elles décrivent (par exemple un titre, une date ou un auteur sur un document, les propriétés de fichiers informatiques), reprises dans une fiche externe (une étiquette sur une boîte, le nommage d'un fichier ou un masque d'indexation) ou alors regroupées dans d'autres espaces pour les gérer (entrepôts de métadonnées).

### Résumés
Les résumés sont d'autres produits de la condensation du contenu. Ils peuvent prendre la forme d'annotations, de résumé indicatif, de résumé informatif ou de résumé sélectif.
Ainsi, le résultat de la description d'une autorité peut être un article biographique ou encyclopédique.

### Systèmes de repérage indirects

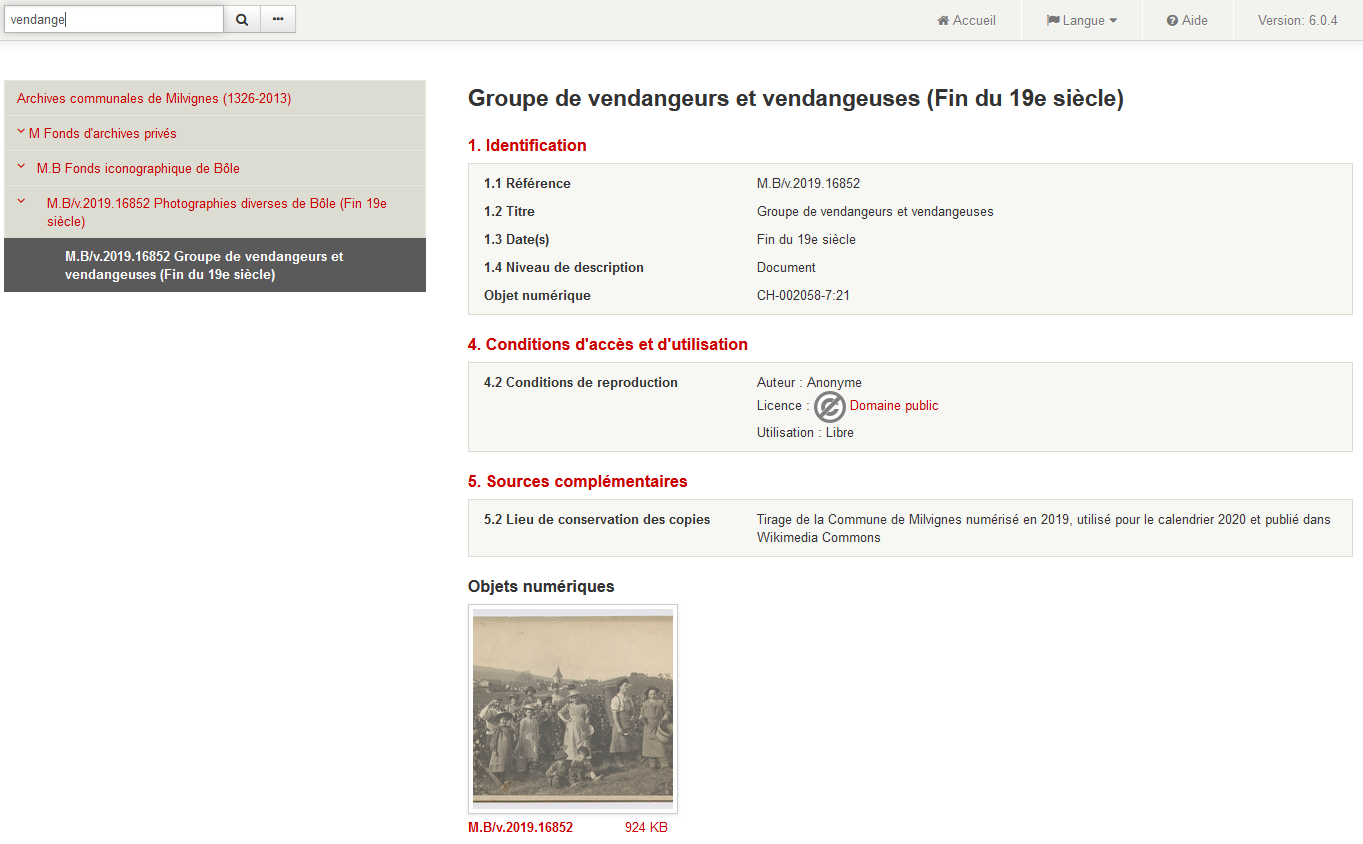
Exemple d'un inventaire accessible sur le web avec la description d'un document d'archives.

Quand les métadonnées ou les informations condensées sont rassemblées dans un document extérieur, on parle d'un instrument de recherche. Dans ce cas, il faut passer par ce document intermédiaire pour identifier l'information recherchée.
Les instruments de recherche ont divers noms selon les différentes traditions archivistiques. Généralement, ils existent sous forme imprimée ou sous forme de base de données (sous la forme d'un système d’information archivistique ou SIA).
On trouvera des instruments de recherche tels que des catalogues des fonds, des guides, des cadres de classification, des structures de classement (reflétant les activités et le fonctionnement d'un organisme), des répertoires (sommaires, numériques, analytiques, chronologiques), des inventaires, des index, des listes, des notices descriptives, etc.,, Ces instruments de recherche sont parfois mis en réseau par le biais de portails d'archives.
On trouvera également des outils de gestion tels que des calendriers de conservation, des bordereaux ou des registres d'acquisition.